# Dvärgmjölskivling
Dvärgmjölskivling (Clitopilus scyphoides) är en svampart. Dvärgmjölskivling ingår i släktet Clitopilus och familjen Entolomataceae.  Arten är reproducerande i Sverige.

## Underarter
Arten delas in i följande underarter:
- intermedius
- scyphoides